# 吉田村 (栃木県)
吉田村（よしだむら）は栃木県の南部、河内郡に属していた村である。

## 地理
- 河川：鬼怒川、田川

## 行政
- 役場：大字本吉田783（現在の下野市南河内東公民館付近）
- 村長：岩瀬鉾太郎（廃止時）（剣道範士・初代南河内村長）

## 歴史
- 1889年（明治22年）4月1日 町村制施行により、本吉田村、上吉田村、下吉田村、別当河原村、上川島村、中川島村、三王山村、磯部村、東根村、上坪山村、下坪山村、絹板村、花田村が合併し河内郡吉田村が成立する。
- 1955年（昭和30年）4月29日 薬師寺村と合併し南河内村となる。

## 教育
- 吉田村立吉田中学校
- 吉田村立西小学校
- 吉田村立東小学校

現在、西小学校、東小学校は、吉田西小学校・吉田東小学校（下野市立）となっている。
吉田中学校は、河内郡薬師寺村との合併で南河内村となった後、同村内にあった薬師寺中学校と本校を統合し、
南河内中学校が誕生した為、廃校となった（旧吉田村立吉田中学校跡地には現在、下野市立吉田保育園がある）。

## 産業
- 農業（稲作・カンピョウ・タマネギ・養蚕等）
- 結城紬

## 交通
- 県道 宇都宮-結城線
- 県道 岩瀬-国分寺線

- 東武バス 栃木-小金井-久下田
- 東武バス 上三川-吉田-結城